# Mata Hari (1931)
Mata Hari (bra/prt: Mata Hari) é um drama americano pré-Código de 1931 dirigido por George Fitzmaurice vagamente baseado na vida de Mata Hari, uma dançarina exótica e cortesã executada para espionagem durante a Primeira Guerra Mundial. O filme Metro-Goldwyn-Mayer é estrelado por Greta Garbo no título Função. Foi o veículo de maior sucesso comercial de Garbo. Apenas uma versão censurada do filme está disponível atualmente.

## Elenco
- Greta Garbo como Mata Hari
- Ramon Novarro como Tenente Alexis Rosanoff
- Lionel Barrymore como General Serge Shubin
- Lewis Stone como Andriani
- C. Henry Gordon como Dubois
- Karen Morley como Carlotta
- Alec B. Francis como Major Caron
- Blanche Friderici como Irmã Angelica (como Blanche Frederici)
- Edmund Breese como Diretor
- Helen Jerome Eddy como Irmã Genevieve
- Frank Reicher como The Cook-Spy, ordenado por Andriani a cometer suicídio por seus erros passados

## Recepção
Comercialmente, Mata Hari foi o filme de maior sucesso de Garbo e o maior sucesso da MGM do ano, gerando um lucro de $ 879.000. Foi uma sensação nos Estados Unidos, e os aluguéis no exterior, especialmente na Europa Continental, se igualaram aos dos Estados Unidos. Essas receitas brutas combinadas totalizaram $ 2.227.000 (ou $ 40.474.668 em dólares de 2018)

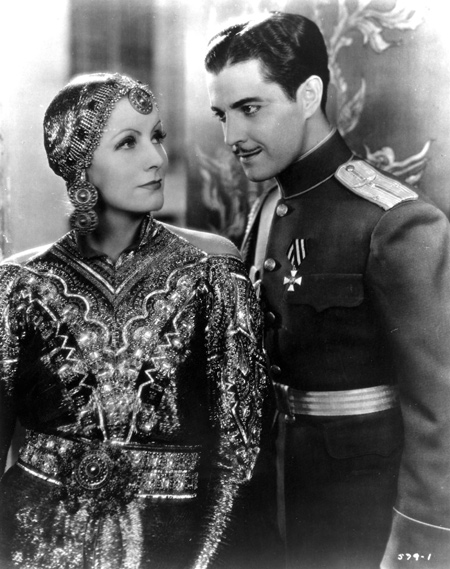
Greta Garbo e Ramon Novarro em “Mata Hari” (filme de 1931)

## Censura na reedição
Como acontece com muitos filmes pré-Código de Hollywood, Mata Hari foi censurada em sua reedição depois que a aplicação estrita do Código Hays começou em meados de 1934.
A dança erótica de Mata com a estátua de Shiva foi drasticamente encurtada. No final do que restou, um vislumbre de Mata (interpretada em planos gerais por uma dupla de dança) quase completamente nua e imóvel aos pés da estátua foi deixada, evidência agora de quanto foi cortado. Um breve fragmento da parte excluída de sua dança dos véus sobrevive no final de um trailer pré-Código.
Na primeira visita de Rosanoff ao apartamento de Mata, o esmaecimento que encerra a cena foi aumentado, eliminando as visualizações de Mata depois que ela se transformou em um negligé transparente, mais relações sexuais e a clara implicação de uma consumação após o desbotamento. Fora.
Na visita de Mata ao apartamento de Rosanoff, depois que ele apagou a vela, ele foi mostrado carregando Mata para seu quarto. Como parte da sequência a seguir, mostrando a remoção, cópia e devolução dos documentos secretos, havia uma cena do casal na cama, conversando sobre o travesseiro, discretamente iluminada apenas pelas pontas acesas de seus cigarros - uma cena outrora famosa dos censores removidos completamente. Uma linha de diálogo daquele minuto agora perdido, em que Rosanoff comenta sobre os cílios "ridiculamente longos" de Mata, é mencionada posteriormente no filme.
De acordo com relatos online, não confirmados oficialmente, mas por mais de dez anos aparentemente nunca contraditos, uma impressão da versão original sem cortes, legendada em francês e holandês, sobreviveu na Cinémathèque Royale de Belgique em Bruxelas, onde foi exibida publicamente em 2005. O guia de programação daquela instituição para março de 2009 documenta uma exibição de Mata Hari com um tempo de execução declarado de 92 minutos. A versão censurada lançada em DVD em 2005 tem duração de 89 minutos.